# Emilio Faelli
Emilio Francesco Giuseppe Faelli (Parma, 15 gennaio 1866 – Bra, 23 febbraio 1941) è stato un giornalista, scrittore e politico italiano.
Dopo alcuni opuscoli giovanili tra cui dei saggi bibliografici, si dedicò al giornalismo e scrisse opere di satira politica sotto lo pseudonimo di Cimone.
Tradusse il Panegirico di Traiano di Plinio il Giovane.
Massone, fu membro del Grande Oriente d'Italia, votò contro la mozione Bissolati per il divieto dell'insegnamento religioso nella scuola primaria e si pronunciò contro il divorzio. Secondo l'Archivio Centrale dello Stato risulterebbe, al 1921, radiato o in sonno.

## Opere
- Bibliografia mazzoliana, Parma, L. Battei, 1884.
- La politica in provincia, Roma, C. Verdesi e C., 1885.
- Contro il teatro, Parma, L. Battei, 1886.
- Saggio sulle bibliografie degli incunabuli, Città di Castello, S. Lapi, 1887.
- I 508 di Montecitorio, Torino, Roux & Viarengo, 1906.
- Il cinquantenario del plebiscito parmense. Discorso pronunziato nel Teatro Farnese il 5 settembre 1909, Parma, Tip. Operaia, Adorni Ugolotti e C., 1909.
- I moribondi di Montecitorio, Milano, Istituto Editoriale Italiano, 1920.
- Una setta di giornalisti. Profili, Milano, Istituto Editoriale Italiano, 1921.
- Le memorie di un candidato e altre cose dimenticabili, Bologna, L. Cappelli, 1924.
- Plinio Il Giovane, Panegirico di Traiano, Versione, Milano, Società anonima Notari, 1928.

## Traduzioni
- Le Menzogne Convenzionali della Nostra Civiltà, Max Nordau, Sesto S. Giovanni: Madella, 1914.